# Раян Дал
Райан Дал — програмний інженер і перший розробник проєкту Node.js.

## Раннє життя і освіта
Даль (1981 року народження) виріс у Сан-Дієго, Каліфорнія. Його мати купила йому Apple IIc, коли йому виповнилося шість років. Райан відвідував коледж у Сан-Дієго, а потім перейшов до Університету Сан-Дієго, де вивчав математику. Він продовжував відвідувати школу з математики в Університеті Рочестера, де вивчав алгебраїчну топологію протягом декількох років яку він колись знайшов "дуже абстрактною і красивою". Але згодом це йому набридло так як "вона була не так застосовна до реального життя".
Після того як він зрозумів, що він не хоче присвятити своє життя математиці, він вибув з програми кандидатів і купив квиток в одну сторону до Південної Америки і жив там протягом року, де знайшов роботу веброзробником. Він працював на сайті Ruby on Rails для сноубордистів.

## Node.js
Після роботи над проєктом Node з 2009 року, Дал оголосив в січні 2012 року, що він відійде від проєкту і передасть кермо автору NPM, а потім  працівника Joyent Isaac Z. Schlueter.

Райан Даль пояснив причину для переходу від проєкту:
«Після трьох років роботи над Node, це звільняє мене від роботи над дослідницькими 
проєктами. Я все ще є працівником Joyent і буду консультувати збоку, але я не буду брати участь у щоденних виправленнях помилок. ”
Після виходу з проєкту Node.js, Райан Дал продовжив написання передмови для Node: Up and Running , книга О'Рейлі 2012 року, яка написана Томом Хьюз-Кроучером і Майком Вілсоном де він заявив, що він відійшов від своїх початкових застережень щодо технології:
"Хоча я колись був стриманним, рекомендуючи Node для критично важливих застосунків, то зараз я радий рекомендувати Node навіть для найбільш вимогливих серверних систем".
З 2018 Раян Дал започаткував розвиток в node.js нового проєкту Deno, де для виконання коду JavaScript/TypeScript надається більш захищене оточення з явним визначенням повноважень.